# Teufelsturm (Menden)

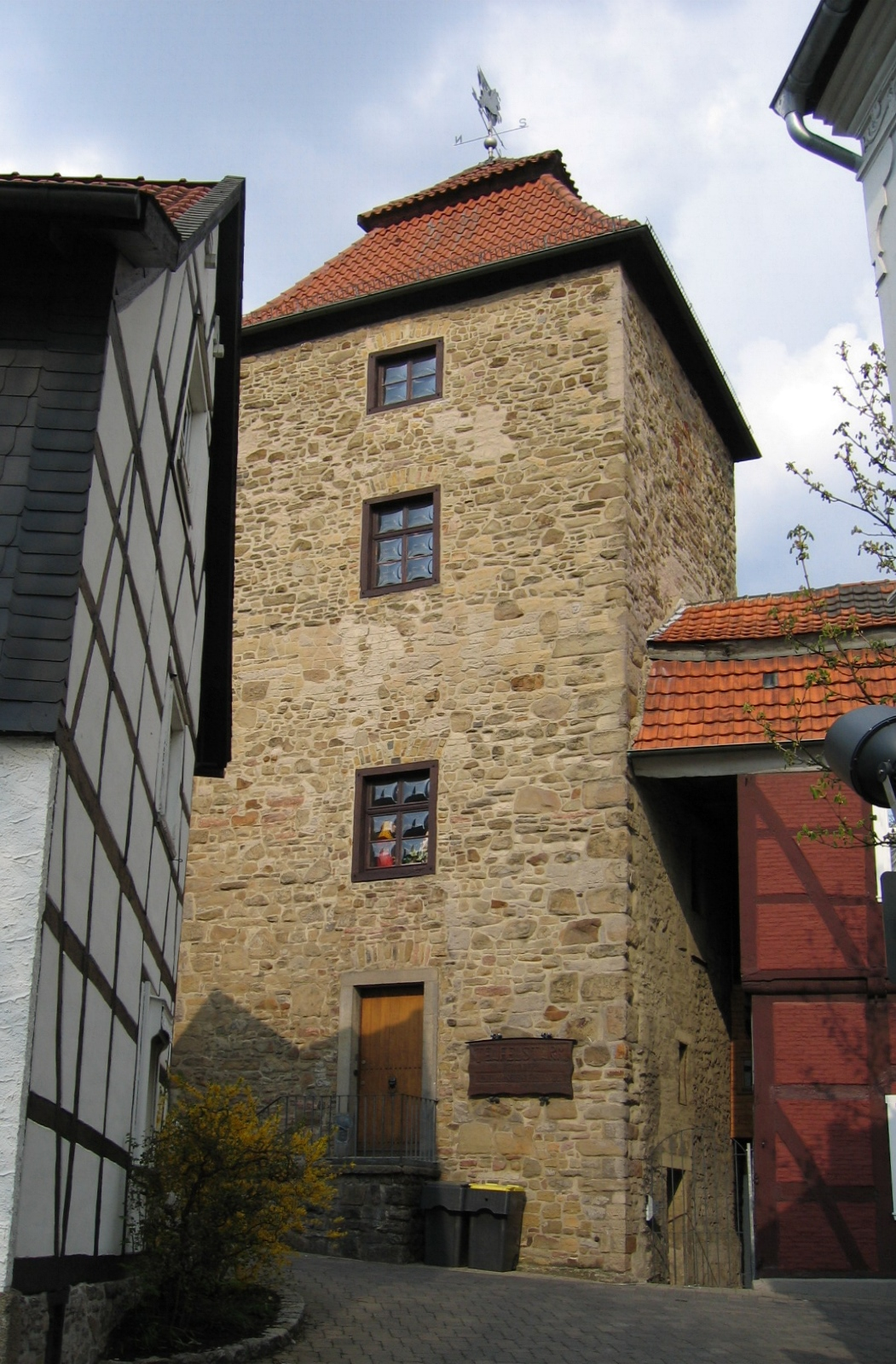
Mendener Teufelsturm

Der Teufelsturm ist einer der ehemaligen Wehrtürme der Mendener Stadtbefestigung. Er wurde spätestens bei der planmäßigen Befestigung und dem Wiederaufbau Mendens unter dem Kurfürsten Walram gegen Mitte des 14. Jahrhunderts errichtet. Vieles spricht dafür, dass er wesentlich älter ist. Er liegt nicht in der Flucht der gedachten Stadtmauerlinie des 14. Jahrhunderts, sondern deutlich versetzt davon. Wegen der nahezu kreisrunden Anordnung von zwei Hausreihen um die Vincenz-Kirche liegt es nahe, dass vor der bekannten Stadtbefestigung schon ab dem 9. Jahrhundert ein kleinerer Befestigungsbezirk bestand. Der Versatz des Turmes aus der idealen Linie spricht dafür und belegt, dass er schon zur ersten Stadtbefestigung gehört haben könnte. Die nicht mehr zeitgemäße Stadtbefestigung wurde ab Mitte des 18. Jahrhunderts abgetragen. Der Teufelsturm blieb neben dem Poenigeturm und dem Rentschreiberturm erhalten. Seinen Namen Duivelsturm erhielt das Bauwerk wahrscheinlich zur Zeit der Hexenverfolgungen. In ihm wurden in der frühen Neuzeit die Angeklagten des Hexenwahns gefangen gehalten. Um das Jahr 1700 wurde ein Fachwerkhaus an den Turm angebaut.
Die Mendener Karnevalsgesellschaft Kornblumenblau (MKG) übernahm 1978 den zu dieser Zeit halb verfallenen Turm und richtete ihn bis 1981 wieder her. Das Gebäude beherbergt seitdem die Ausstellung des Westfälischen Karnevalsmuseums, das die Geschichte der Westfälischen Fastnacht der letzten 300 Jahre dokumentiert. 
Am 5. März 1986 wurde der Teufelsturm als Baugruppe an der Stadtmauer unter laufender Nummer 7 in die Denkmalliste der Stadt Menden eingetragen.